# Tomány
Tomány falu Romániában, Máramaros megyében.

## Fekvése
Máramaros megye délnyugati részén, Erdőszádától délkeletre fekvő település.

## Története
Tomány már az Árpád korban fennállt. Nevét az oklevelekben 1231ben már említették Thoman néven, majd 1461-ben Thamonya, 1470-ben Thomaan 1910-ben Tománya alakban fordult elő.
A település egykor a Bélteki uradalomhoz tartozott.
1629-ben báró Károlyi Mihály özvegye Senyei Borbála kapta meg.
1784-ben báró Hunyadi család kapott rá adományt, s az ő birtokuk maradt egészen az 1800-as évek elejéig.
Az 1800-as évek elején vásárolta meg a gróf Dégenfeld család, s még a 20. század elején is ők voltak birtokosai.
A településnek 1910-ben 797 lakosa volt, kik közül 4 református, 18 izraelita, a többi görögkatolikus. Határa 2006 kataszteri hold volt.
Az oláh lakosságú falucska a trianoni békeszerződés előtt Szatmár vármegyéhez tartozott.

## Nevezetességek
- Görögkatolikus temploma.